# Казатико (Парма)
Казатико је насеље у Италији у округу Парма, региону Емилија-Ромања.
Према процени из 2011. у насељу је живело 92 становника. Насеље се налази на надморској висини од 384 м.